# Пайтуни (Браневський повіт)
Пайтуни (пол. Pajtuny, нім. Peythunen) — село в Польщі, у гміні Пененжно Браневського повіту Вармінсько-Мазурського воєводства. Населення — 13 осіб (2011).
У 1975—1998 роках село належало до Ельблонзького воєводства.

## Демографія
Демографічна структура станом на 31 березня 2011 року:
|          | Загалом | Допрацездатний вік | Працездатний вік | Постпрацездатний вік |
| -------- | ------- | ------------------ | ---------------- | -------------------- |
| Чоловіки | 6       | 0                  | 5                | 1                    |
| Жінки    | 7       | 0                  | 3                | 4                    |
| Разом    | 13      | 0                  | 8                | 5                    |